# ساموئل اندرسون (بازیگر)

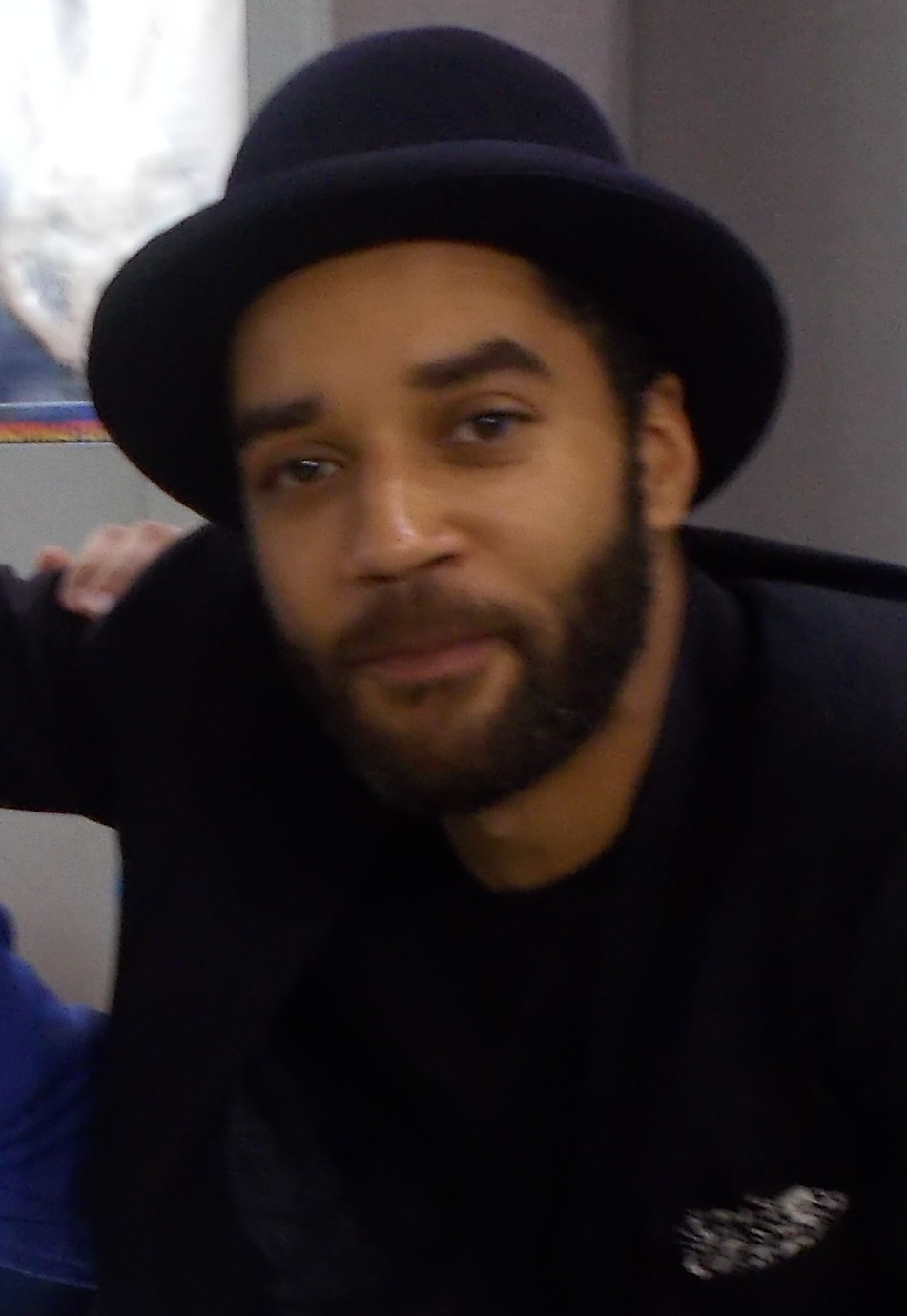
ساموئل اندرسون

ساموئل اندرسون (انگلیسی: Samuel Anderson؛ زادهٔ ۲۷ آوریل ۱۹۸۲) بازیگر اهل انگلستان است.
از فیلم‌ها یا برنامه‌های تلویزیونی که وی در آن نقش داشته‌است* می‌توان به دکتر هو ، حیات دیگر و سربازرس بنکس اشاره کرد.

## اوایل زندگی
اندرسون در هاندزورث بیرمنگام از مادری ایرلندی و پدری جامائیکایی زاده شد. از همان اوایل زندگی، اندرسون به صراحت می‌گفت که آرزو دارد بازیگری را به عنوان یک حرفه دنبال کند. او در استوارت باتورست، دبیرستان کاتولیک شرکت کرد.

## حرفه
آندرسون پیش از آغاز نقش‌آفرینی کراوتر در نمایش تئاتر ملی ۲۰۰۴ نمایش‌نامهٔ پسران تاریخچۀ آلن بنت در آکادمی هنرهای زنده و ضبط شده در لندن حضور یافت. او بعداً همان نقش را در تولیدات برادوی، سیدنی، ولینگتون و هنگ کنگ و نسخه‌های رادیویی و سینمایی اجرا کرد.
در تلویزیون، اندرسون در نقش Hex برای Sky One در سال ۲۰۰۴ و Totally Frank برای کانال ۴ در ۲۰۰۶–۲۰۰۷ ظاهر شده‌است. در سال ۲۰۰۷، او در سریال کمدی BBC Three Gavin & Stacey به‌عنوان شخصیت تکراری Fingers ظاهر شد. او در سال ۲۰۰۹ حضور دیگری در این نمایش داشت. او همچنین در فیلم کمدی Stuck در بی‌بی‌سی چهار ظاهر شده‌است و در مهمانان مختلف در پزشکان و اتفاقات در BBC One حضور پیدا کرده‌است.
از اکتبر ۲۰۰۷، اندرسون در سریال ITV1 Emmerdale در نقش راس کرک بازی کرد. انتخاب وی در این نقش در سپتامبر ۲۰۰۷ اعلام شد، اندرسون اظهار داشت که پیوستن به «چنین نمایش موفقی» بسیار عالی است. کاتلین بیدلز، تهیه‌کنندهٔ سریال Emmerdale اظهار داشت که اندرسون «یک فوق‌العاده اضافه شده به بازیگران» است. اندرسون تا ژانویهٔ ۲۰۰۹ به‌طور منظم در Emmerdale باقی ماند، با داستان‌های اصلی از جمله شخصیت او رابطه‌ای با Donna Windsor-Dingle و حبس اشتباه او برای قتل شین دویل داشت.
اندرسون در سال ۲۰۱۱ در یک کمپین تبلیغاتی قهوهٔ Carte Noire آقای رمانتیک را بازی کرد. او همچنین در سال ۲۰۱۲ در یک کمپین تبلیغاتی برای گینستر حضور داشت. در فوریهٔ ۲۰۱۴، او نقش کوچکی در یک قسمت از سریال درام BBC در مرگ در بهشت داشت. همچنین در فوریهٔ ۲۰۱۴، اعلام شد که اندرسون به‌عنوان شخصیت تکراری، دنی پینک، معلم مدرسهٔ Coal Hill، در سری هشتم Doctor Who انتخاب شده‌است و او در ۱۱ قسمت ظاهر شد. بین سال‌های ۲۰۱۴ و ۲۰۱۷، اندرسون در شبکهٔ تلویزیونی Sky1 Trollied ظاهر شد و در نقش دانیل بازی می‌کرد. در فوریهٔ سال ۲۰۱۶، او در سریال درام بی‌بی‌سی One Moving On ظاهر شد.